# 楊梅宮
楊梅宮 （やまもものみや/ようばいのみや)は、光仁天皇時代の平城宮内の離宮、あるいは皇居。苑地をともなっていた、という。

## 概要
平城京東南隅の拡張部にある宇奈多利坐高御魂神社（楊梅天神、地図 - Google マップ）のあたりにあったと言われている。「東宮の玉殿」を改造したものだと言われており、東宮のための宮であったところである。発掘調査によると当時から池や島を中心としていたという。藤原仲麻呂の田村第からは北方に一条隔てたところにあったと推定されている。
文献には、『続日本紀』の光仁天皇の時期に5回ほど現れている。巻第三十二によると、772年（宝亀3年）に彗星が現れて、楊梅宮で僧100人を招いて斎会を設けた、とあるのが初出である。
773年（宝亀4年2月27日）に完成する。造宮卿で従三位の高麗朝臣福信が工事を専任しており、息子の石麻呂（いわまろ）にも従五位下が授けられ、光仁天皇もここに居を遷した。
巻第三十三によると、774年（宝亀5年）に5位以上の官人と宴を催し、「出羽」蝦夷と俘囚とを朝堂で饗応し、位を敍し、地位に対して録を与えた、ともある。ただし、この4日後、詔を出して、蝦夷と俘囚が朝廷に参内することがとめられているから、粗相があったと推測される。
777年（宝亀8年9月）の記事には、むかし大師（太政大臣）の押勝が楊梅宮の南に、邸宅をつくって宅地の東西に高い楼閣をかまえ、内裏に相対し、南面の門は櫓のようにした（見おろした）という記事があり、その位置からみて平城宮の東院がふさわしいとされている。
また同年6月の記事には「楊梅宮の南の池に蓮（はちす）生ふ。一茎に二花あり」と記述されており、これは平城宮東院の発掘調査で南北約70メートル、東西60メートルの大規模な園池が見つかっていることとも対応している。この池では法会・饗宴などが開かれたという。
長岡宮にも同様の施設があったことが分かっている。そのことは「山桃院」と記す木簡が長岡京跡から出土されたからである。光仁天皇崩御後まもない延暦2年12月28日（783年）の太政官符には、「田村地者、楊梅院官符を申請し、亦同じく領地す」とあり、すぐ隣の田村の地をも領有したという。